# Skåra, Kungälvs kommun
Skåra är en småort i Solberga socken i Kungälvs kommun. Orten ligger vid inre delen av havsviken Lökebergs kile, nordväst om Kungälv. 